# Serge Muhmenthaler
Serge Muhmenthaler (* 20. Mai 1953 in Grenchen) ist ein ehemaliger Schweizer Fussballspieler und Fussballschiedsrichter.

## Fussballkarriere
Muhmenthaler wuchs in Grenchen auf, und seine Fussballkarriere begann er beim FC Grenchen. Dort spielte er zuerst bei den Junioren, später in der 1. Mannschaft in der NLB und nach dem Aufstieg 1971 in der NLA. Im Uhrencupfinal von 1971 schoss er das erste Tor, als Grenchen den FC Basel 3:1 besiegte. Er war Mitglied der Junioren-Nationalmannschaft und Kaderspieler der Nationalmannschaft.
Im Jahre 1972 wechselte er zum BSC Young Boys und spielte dort als Stürmer für drei Jahre. Mit den Young Boys gewann er den Uhrencup 1973, und im Halbfinal gegen seinen früheren Verein Grenchen erzielte er ein Tor.
Im Jahre 1975 wechselte Muhmenthaler mit einem Zweijahresvertrag zum FC Basel. Sein Basler Debüt gab er im Saisoneröffnungsspiel gegen den Grasshoppers Club, wobei er einen Auftaktsieg mit 5:1  feierte. Muhmenthaler war für drei dieser Treffer verantwortlich. In Basel spielte er drei Jahre und wurde 1977 Schweizer Meister. Jedoch erlitt er in einem Ligacupmatch im Februar 1976 einen Meniskusabriss, und trotz drei Operationen innert zwei Jahren erhielt er beim FCB einen neuen Vertrag. Muhmenthaler erreichte seinen dritten Uhrencup-Final mit seinem dritten Klub im Jahre 1977, kam aber nicht dazu, den Erfolg zu wiederholen. Der Final ging 1:6 gegen Neuchâtel Xamax verloren. Im Jahr darauf gewann Basel den Final mit 2:1 ebenfalls gegen Xamax. Verletzungsbedingt musste Serge Muhmenthaler seine Spielerlaufbahn frühzeitig beenden.

## Schiedsrichterkarriere
Nach seiner Zeit als Aktivspieler avancierte Muhmenthaler zum Schiedsrichter. Seine Laufbahn in Kürze: 1980/81: 3. Liga. 1981 bis 1984: 2. Liga. Ab Saison 1984/85: Schiedsrichter in der Swiss Football League. Ab 1989: FIFA-Schiedsrichter.
Von 1980 bis zu seinem Karriereende im Dezember 1997 leitete er rund 250 SFV-Partien und circa 75 internationale Begegnungen, darunter bezeichnet er das WM-Qualifikationsspiel am 11. November 1997 zwischen Italien und Russland (1:0) vor 80'000 Zuschauern im Stadio San Paolo, Neapel, als seinen persönlichen Höhepunkt. Im Rahmen des damals praktizierten deutsch-schweizerischen Schiedsrichteraustausches leitete Muhmenthaler zwischen 1988 und 1990 auch vier Spiele in der Bundesliga.
Im März 1997 wurde Muhmenthaler nach einer Cup-Partie in Wil von einem Fan des Heimteams mit einem Stuhl bewusstlos geschlagen.

## Titel und Erfolge
Grenchen
- Uhrencupsieger: 1971
- Aufstieg in die Nationalliga A: 1970/71

Young Boys
- Uhrencupsieger: 1973

Basel
- Alpencupfinalist: 1975
- Schweizer Meister: 1976/77
- Uhrencupsieger: 1978

Als Schiedsrichter
- Schweizer Schiedsrichter des Jahres: 1989[6]
- 15. Mai 1989: Schweizer Cupfinal: Grasshopper Club Zürich – FC Aarau 2:1.
- 1. Mai 1996: UEFA-Cup-Final (Hinspiel): FC Bayern München – Girondins Bordeaux 2:0
- 11. Juni 1996: Fussball-Europameisterschaft Gruppe D: Türkei – Kroatien 0:1
- 5. Februar 1997: UEFA-Super-Cup-Final (Rückspiel): Juventus Turin – Paris Saint-Germain 3:1